# Trio con pianoforte
Un trio con pianoforte è un gruppo di musica da camera composto da pianoforte, violino e violoncello, o un pezzo musicale scritto per tale formazione. È una delle più comuni forme di composizione nella musica classica europea. Il termine può essere riferito anche ad un gruppo di musicisti che suonano insieme questo repertorio.

## Forma
I pezzi denominati trio con pianoforte tendono ad avere la forma di sonata. Inizialmente erano strutturati in tre movimenti, anche se alcuni di quelli di Haydn sono in due movimenti. Con l'inizio del XIX secolo, in particolare da Beethoven in avanti, questo genere venne strutturato in quattro movimenti. I trii per pianoforte che vengono impostati nella tradizione della sonata condividono le forme generali di tali opere per la loro epoca, e spesso riflettono direttamente la pratica sinfonica dei singoli movimenti stabiliti dal compositore secondo la forma sonata.
Nel periodo classico, il fare musica in casa fece del trio con pianoforte un genere molto popolare per arrangiamenti di altre opere. Per esempio Beethoven trascrisse le sue prime due sinfonie, per trio con pianoforte. Così esiste un gran numero di opere per pianoforte, violino e violoncello che non sono generalmente titolate o catalogate come trii per pianoforte, ma che sono comunque parte del genere. Questi includono movimenti singoli e gruppi di variazioni come le Variazioni di Beethoven su Ich bin der Schneider Kakadu op. 121 bis e le Variazioni in mi bemolle maggiore op. 44.
Dopo l'epoca classica, continua la composizione di opere per pianoforte e due strumenti ma non sono strutturati nella tradizionale forma sonata o sono arrangiamenti di altre opere. Molte di queste singole opere sono frequenti nei programmi dei concerti, come ad esempio, Elegie del Suk.

## Ruolo dei tre strumenti
I trio con pianoforte dell'epoca classica, in particolare quelli di Haydn, sono dominati dalla parte del pianoforte.  Il violino suona la melodia soltanto per una certa quantità di tempo, e spesso è raddoppiato dal pianoforte. La parte del violoncello è molto subordinata, di solito solo come raddoppio della linea del basso del pianoforte. Si pensa che questa struttura era piuttosto intenzionale da parte di Haydn e legata alla sonorità degli strumenti dell'epoca di Haydn: il pianoforte era piuttosto debole e "tintinnante", e beneficiava del rafforzamento tonale di altri strumenti. I primi trio di Mozart sono anch'essi dominati dalla parte del pianoforte.
Nel tempo emerse un nuovo ideale di composizione per trio con pianoforte, in cui ciascuno dei tre strumenti partecipava equamente alla proposizione della musica. Questo si può notare ad esempio nei trio di Beethoven, ed è probabilmente in parte il risultato dell'aumentata sonorità del pianoforte che ebbe luogo durante la carriera di Beethoven, il che rendeva più fattibile, per il pianoforte, suonare in modo  indipendente in un ensemble. La nuova idea di uguaglianza non venne mai attuata completamente, e la misura in cui essa fu realizzata varia da una composizione all'altra, così come tra i movimenti di una singola composizione. Certamente dalla metà del XIX secolo, tutti e tre gli strumenti vennero modificati per avere un suono molto potente, e ciascuno poteva tenere la propria linea in un ensemble moderno.
I primi trio vengono spesso eseguiti e registrati seguendo la prassi esecutiva storica, del tipo di strumenti per cui sono stati originariamente scritti. Tali prestazioni ripristinano l'equilibrio sonoro che il compositore si sarebbe aspettato, e sono diventate gradite al pubblico.

## Altre combinazioni
Alcune combinazioni piuttosto rare di strumenti hanno comunque ispirato alcune opere eccezionali.
- Haydn compose tre trio per flauto, violoncello e pianoforte (H. 15/15-17), combinazione di strumenti utilizzata anche da Carl Maria von Weber nella sua op. 63.
- Beethoven compose il suo Trio in Sol maggiore, WoO 37 (1786) per flauto, fagotto e pianoforte.
- Il trio op. 43 del 1926 di Francis Poulenc è scritto per oboe, fagotto e pianoforte.
- La formazione costituita da corno, violino e pianoforte venne utilizzata da Brahms nel Trio Op. 40 in Mi bemolle e da György Ligeti nel 1982.
- Il trio con clarinetto è stato utilizzato in capolavori di Mozart, Beethoven, Brahms e Béla Bartók.
- Ignaz Lachner compose tutti i suoi sei trio per violino, viola e pianoforte.

## Formazioni di Trio in attività e non più attive
- Altenberg Trio (Austria)
- Maria Baptist Trio (Berlino)

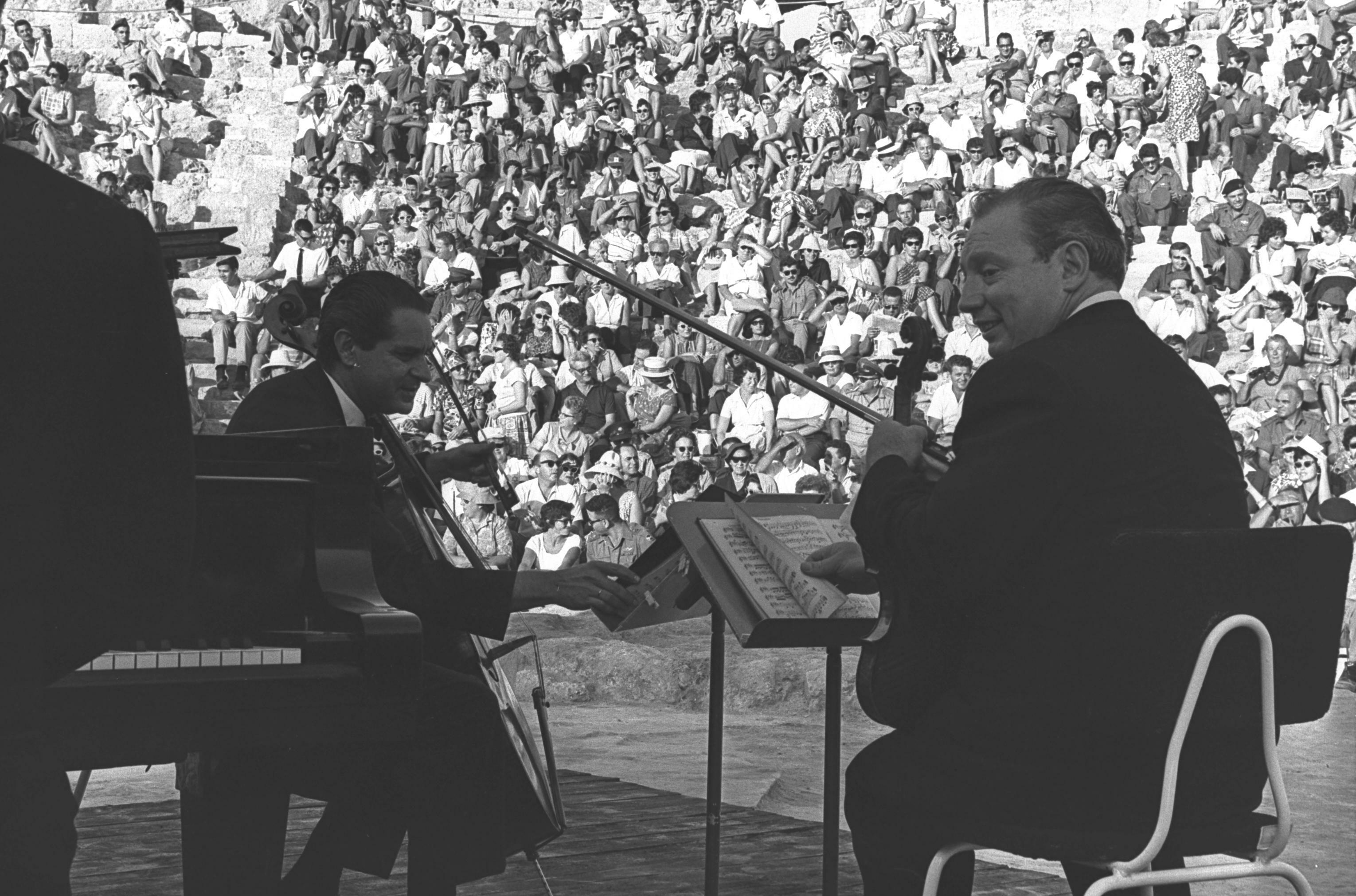
Il Trio Istomin-Stern-Rose al Teatro Caesarea nel 1961

- Istomin-Stern-Rose Trio, formato da Eugene Istomin, Isaac Stern e Leonard Rose (Stati Uniti)
- Alfred Cortot, Jacques Thibaud e Pablo Casals, formarono un Trio agli inizi del XX secolo
- Beaux Arts Trio (Stati Uniti), la cui formazione fissa costituì l'inizio di un nuovo modo di intendere il Trio (non più in attività)
- Sitkovetsky Trio (Regno Unito) costituito da Alexander Sitkovetsky, Wu Qian e Leonard Elschenbroich
- Trio di Trieste (Italia) costituito da Dario De Rosa, Renato Zanettovich e Libero Lana/Amedeo Baldovino (non più in attività)
- Trio di Bolzano (Italia) costituito da Nunzio Montanari, Giannino Carpi e Sante Amadori (non più in attività)
- Trio di Parma (Italia) costituito da Enrico Bronzi, Alberto Miodini e Ivan Rabaglia
- "Ax-Kim-Ma" Trio, costituito da Emanuel Ax, Young Uck Kim e Yo-Yo Ma (Stati Uniti)
- Trio Debussy (Italia) costituito da Antonio Valentino, Piergiorgio Rosso e Francesca Gosio
- Eroica Trio (Stati Uniti)
- Ahn Trio (Stati Uniti/Corea)
- Trio Fontenay (Germania)
- Suk Trio (Repubblica Ceca)
- Florestan Trio (Regno Unito)
- The Greenwich Trio (Regno Unito)
- The Oberlin Trio   (Stati Uniti)
- The Alma Trio   (Stati Uniti)
- Trio Wanderer (Francia)
- Haydn Trio Eisenstadt (Austria): Harald Kosik, Hannes Gradwohl, Bernd Gradwohl/Verena Stourzh.
- Bamberg Trio (Germania)
- Manhattan Piano Trio  (Stati Uniti)

## Famose opere per trio con pianoforte
- Anton Arensky, Piano Trio No. 1 in Re minore
- Ludwig van Beethoven, in particolare Trio No. 7 in Si bemolle e in  Si bemolle maggiore "Arciduca", Op. 97
- Johannes Brahms, Trio No. 1 in Si maggiore Op. 8 e Trio No. 2 in Do maggiore Op. 87
- Ernest Chausson, Trio in Sol minore Op. 3
- Frédéric Chopin, Trio in Sol minore Op. 8
- Claude Debussy, Trio in Sol maggiore
- Antonín Dvořák, Trio No. 4 in Mi minore ("Dumky") Op. 90
- Gabriel Fauré, Trio Op. 120
- Joseph Haydn, 45 Trio con pianoforte, in particolare quelli composti dalla metà degli anni 1780 in poi
- Felix Mendelssohn, due Trio con pianoforte
- Wolfgang Amadeus Mozart, in particolare i numeri K502, K542 e K548
- Sergei Rachmaninoff, Elegiac Trios No. 1 in Sol minore e No. 2 in Re minore
- Joachim Raff, i Trio: in Sol minore WoO 9 (1849), in Do minore Op. 102 (1861), in Sol maggiore Op. 112 (1863), in La minore Op. 155 (1870) e  in Re maggiore Op. 158 (1870)
- Maurice Ravel, Trio per pianoforte, violino e violoncello
- Camille Saint-Saëns, Trio No. 2 in Mi minore
- Franz Schubert, Trio No. 1  e Trio No. 2
- Robert Schumann, Trio No. 1 in Re minore
- Dmitri Shostakovich, Trio No. 2 in Mi minore
- Bedřich Smetana, Trio per pianoforte, violino e violoncello
- Pyotr Ilyich Tchaikovsky, Trio in La minore Op. 50